# 2. korpus (Vietnamska ljudska armada)
2. korpus (vietnamsko Binh đoàn Hương Giang; dobesedno Korpus Parfumske reke) je korpus Vietnamskih ljudskih kopenskih sil.

## Zgodovina
Med vietnamsko vojno je korpus imel pomembno vlogo v kampanji Ho Ši Minha.

## Organizacija
Trenutna
- Visoko poveljstvo
- Štab
- Politični oddelek
- Oddelek logistike
- Oddelek tehnologije
- 304. pehotna divizija
- 306. pehotna divizija
- 325. pehotna divizija
- 673. divizija zračne obrambe
- 203. tankovska brigada
- 164. artilerijska brigada
- 219. brigada inženircev